# Хальяла (волость)
Хальяла (ест. Haljala vald) — колишня (до 2017 року) волость в Естонії, у складі повіту Ляяне-Вірумаа. Волосна адміністрація розташована в селищі Хальяла.

## Розташування
Площа волості — 183.02 км², чисельність населення станом на 2011 рік становить 2550 чоловік.
Адміністративний центр волості — сільське селище (ест. alevik) Хальяла. Крім того, на території волості знаходяться ще 20 сіл: Ааспере (Aaspere), Аасу (Aasu), Аавіку (Aaviku), Аукюла (Auküla), Ессу (Essu), Ідавере (Idavere), Кандле (Kandle), Кавасте (Kavastu), Кісувере (Kisuvere), Килду (Kõldu), Кярму (Kärmu), Ліхулипе (Lihulõpe), Ліігусте (Liiguste), Пехка (Pehka), Пидросе (Põdruse), Саусте (Sauste), Татрусе (Tatruse), Ванамиісе (Vanamõisa), Варангу (Varangu), Виле (Võle).

## Міста-побратими
- Доротеа, Швеція[1]
- Пюхтяа, Фінляндія[1]
- Шенберґ, Німеччина[1]